# يورغ ميخائيل
يورغ ميخائيل (بالألمانية: Jörg Michael)‏ هو طبال ألماني، ولد في 27 مارس 1963 في دورتموند في ألمانيا.

## وصلات خارجية
- الموقع الرسمي
- يورغ ميخائيل على موقع ميوزك برينز (الإنجليزية)
- يورغ ميخائيل على موقع ميوزك برينز (الإنجليزية)
- يورغ ميخائيل على موقع أول ميوزيك (الإنجليزية)
- يورغ ميخائيل على موقع أول ميوزيك (الإنجليزية)
- يورغ ميخائيل على موقع ديسكوغز (الإنجليزية)
- يورغ ميخائيل على موقع ديسكوغز (الإنجليزية)
- يورغ ميخائيل على موقع ديسكوغز (الإنجليزية)